# 五島産業汽船
五島産業汽船株式会社（ごとうさんぎょうきせん）は、長崎と上五島（中通島鯛ノ浦）を結ぶ航路を運行する日本の海運会社。一般旅客定期航路事業のほか、旅行業やレンタカー事業なども手掛けている。
長崎・佐世保と上五島を結ぶ航路を運航していた株式会社五島産業汽船が経営破綻により2018年10月2日に運航を休止。その後、元従業員が同年10月10日に五島産業汽船株式会社を設立し、同社が一部航路を引き継ぎ、10月19日より長崎 - 鯛の浦航路での運航を再開した。
本記事では株式会社五島産業汽船と五島産業汽船株式会社の双方について記述する。

## 航路

### 現在運航中の航路
- 長崎港 - 上五島（鯛ノ浦港）
  - 高速船2往復を運航する。就航船は「Vアイランド」「びっぐあーす」[6]。

### 株式会社五島産業汽船時代に運航していた航路
以下は運休時点で運航していた航路。
- 佐世保港（鯨瀬ターミナル） - 上五島（有川港）
  - フェリー2往復、高速船2往復を運航する。就航船は「フェリーありかわ」「ひまわり」
- 佐世保港 - 下五島（福江港）
  - 2017年5月1日より運航を開始した。高速船2往復を運航する。就航船は「ありかわ8号」
- 長崎港 - 天草市（﨑津漁港）
  - 2017年7月7日より2018年3月31日まで国土交通省が実施する「船旅活性化モデル地区」の指定を受け社会実験として運航を開始。高速船1往復を運航する。就航船は「びっぐあーす」。
  - 2018年4月1日以降も運航休止まで運航が続けられた。

以下は運休前に廃止された航路。
- 高松港 - 小豆島 - 神戸港（中突堤） - 大阪港（天保山） - USJ
  - 廃止された関西汽船・加藤汽船のジェットフォイルの航路を引き継ぎ、2000年から高松 - 大阪（天保山）間で運航を開始した。当初は、高速船「びっぐあーす」の1日2往復で就航したが、2001年3月からUSJへ航路を延長、「びっぐあーす2号」を投入して1日5往復の運航となった。しかし利用は低迷した上、折からの原油価格の高騰も重なり、減便による「びっぐあーす2号」の上五島航路への転配、USJへの寄港廃止、小豆島 - 高松間の廃止などを経て、2006年4月27日に航路廃止となった。

## 船舶

### 現在の船舶

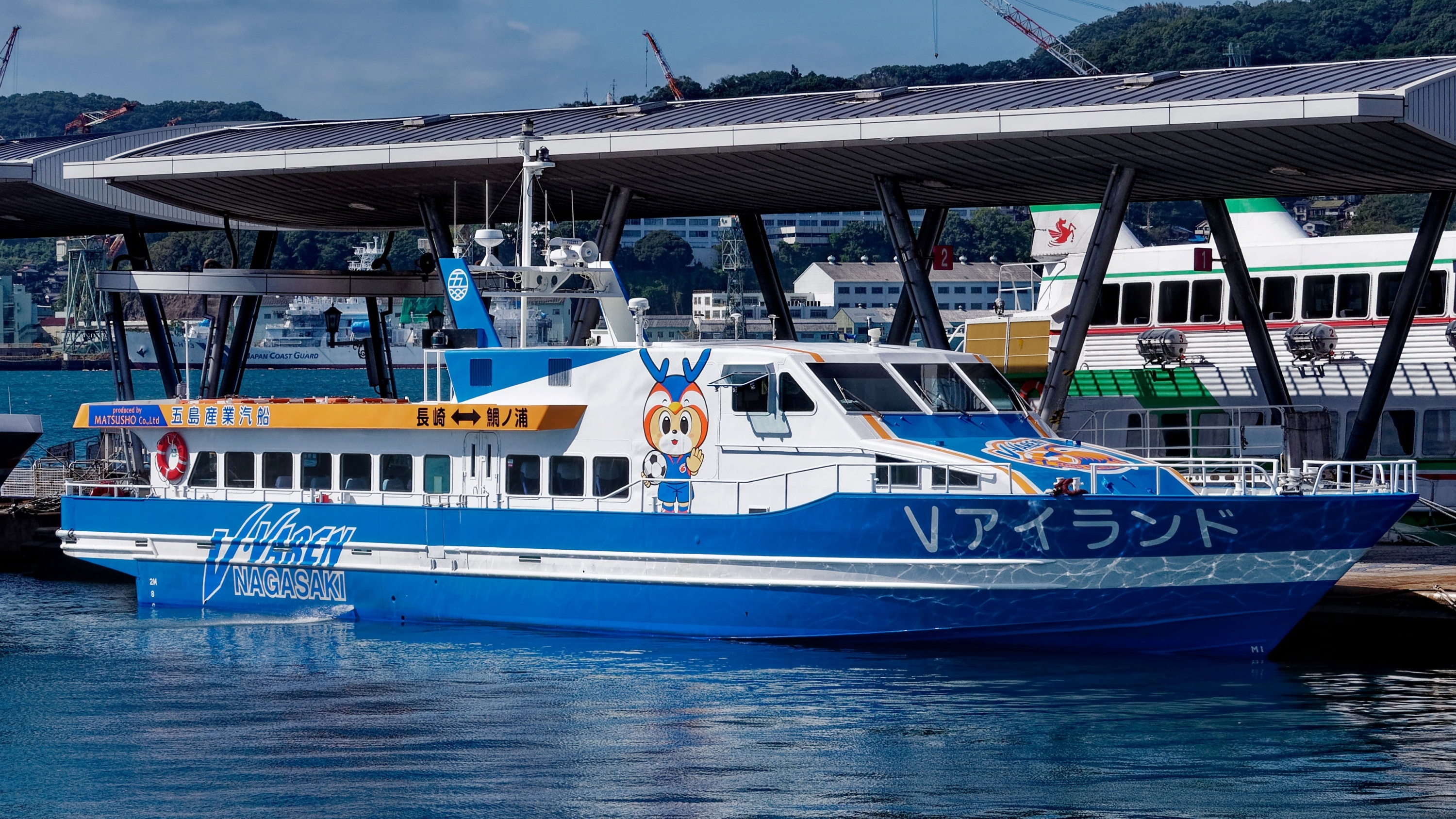
V（ファイブ）アイランド

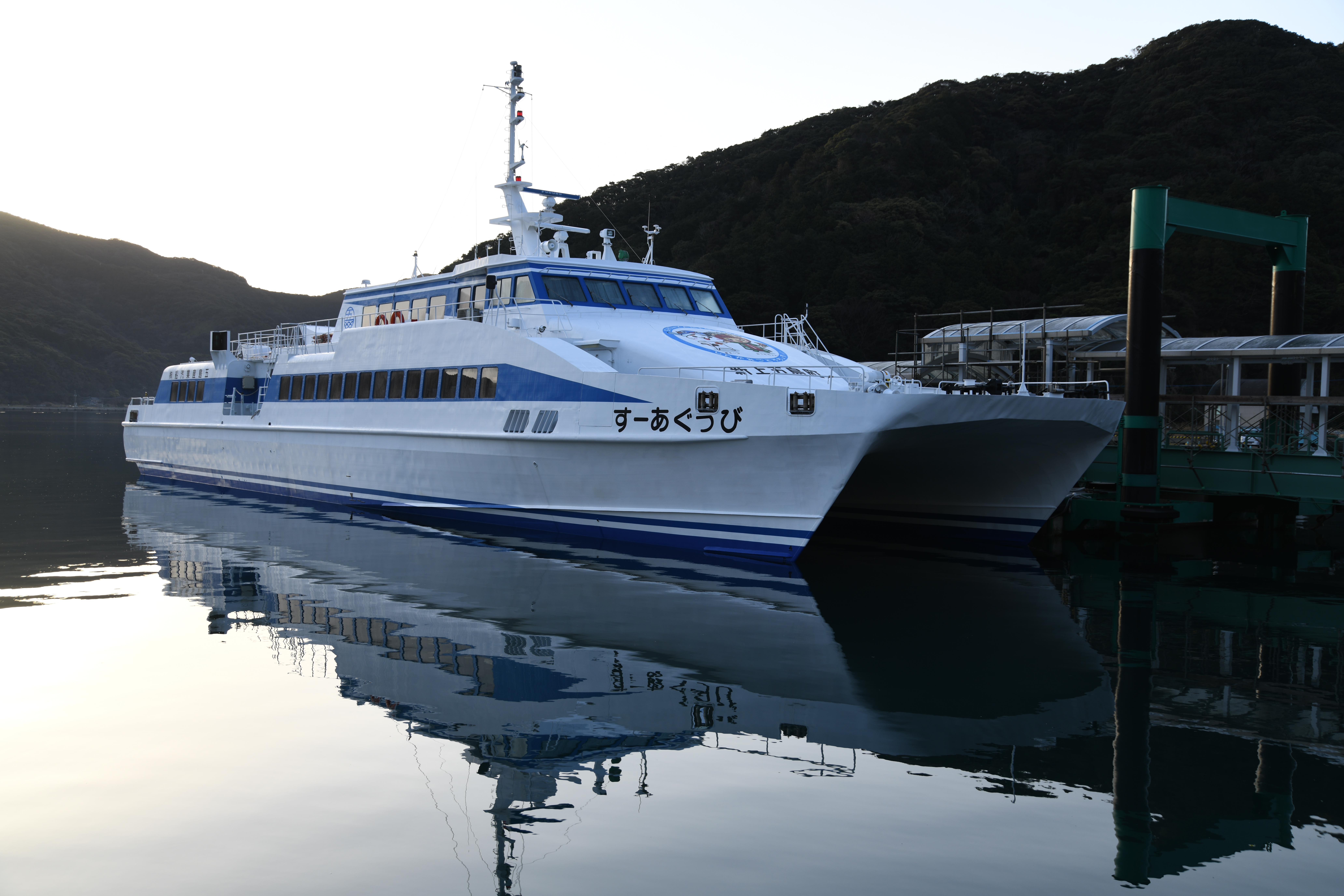
びっぐあーす

• V（ファイブ）アイランド
1994年10月竣工、 熊本ドック建造
登録長22.73 m、型幅5.30 m、型深さ1.90 m、ディーゼル2基、機関出力1,990 ps、航海速力30ノット、58総トン、定員79名。
2018年10月に株式会社五島産業汽船から購入。 2019年（令和元年）に「ありかわ8号」より改名。
 • びっぐあーす
新上五島町の所有。2018年11月16日から五島産業汽船株式会社が指定管理者となった上で就航再開。三井造船の双胴型軽合金船、三井スーパーマランシリーズCP-30型で、もと徳島高速船「ねぷちゅーん」。
航海速力42ノット、定員300名。
 • びっぐあーす2号
三井造船の双胴型軽合金船、三井スーパーマランシリーズCP-30型で、もと徳島高速船「びーなす」。
航海速力42ノット、定員300名。
新上五島町が所有、2018年12月28日から2023年11月30日までは九州商船の佐世保 - 上五島航路に就航。
2024年4月8日から五島産業汽船株式会社が指定管理者となった上で再び長崎 - 鯛の浦航路に就航。

### 株式会社五島産業汽船時代の船舶
以下は運航休止時点で運航していた船舶。
 • フェリーありかわ
1995年12月竣工、山中造船建造（第577番船）、元・伊平屋村村営フェリー「フェリーいへや」。
498総トン、全長68.52 m、型幅12.0 m、型深さ7.50 m、ディーゼル2基、機関出力4,000 PS、航海速力18.00ノット、旅客定員252名
 • ひまわり
1992年3月30日竣工、三井造船玉野事業所建造、元・大阪市広報船「夢咲」。
187総トン、全長34.2 m、型幅8 m、最大速力31.0ノット、旅客定員140名

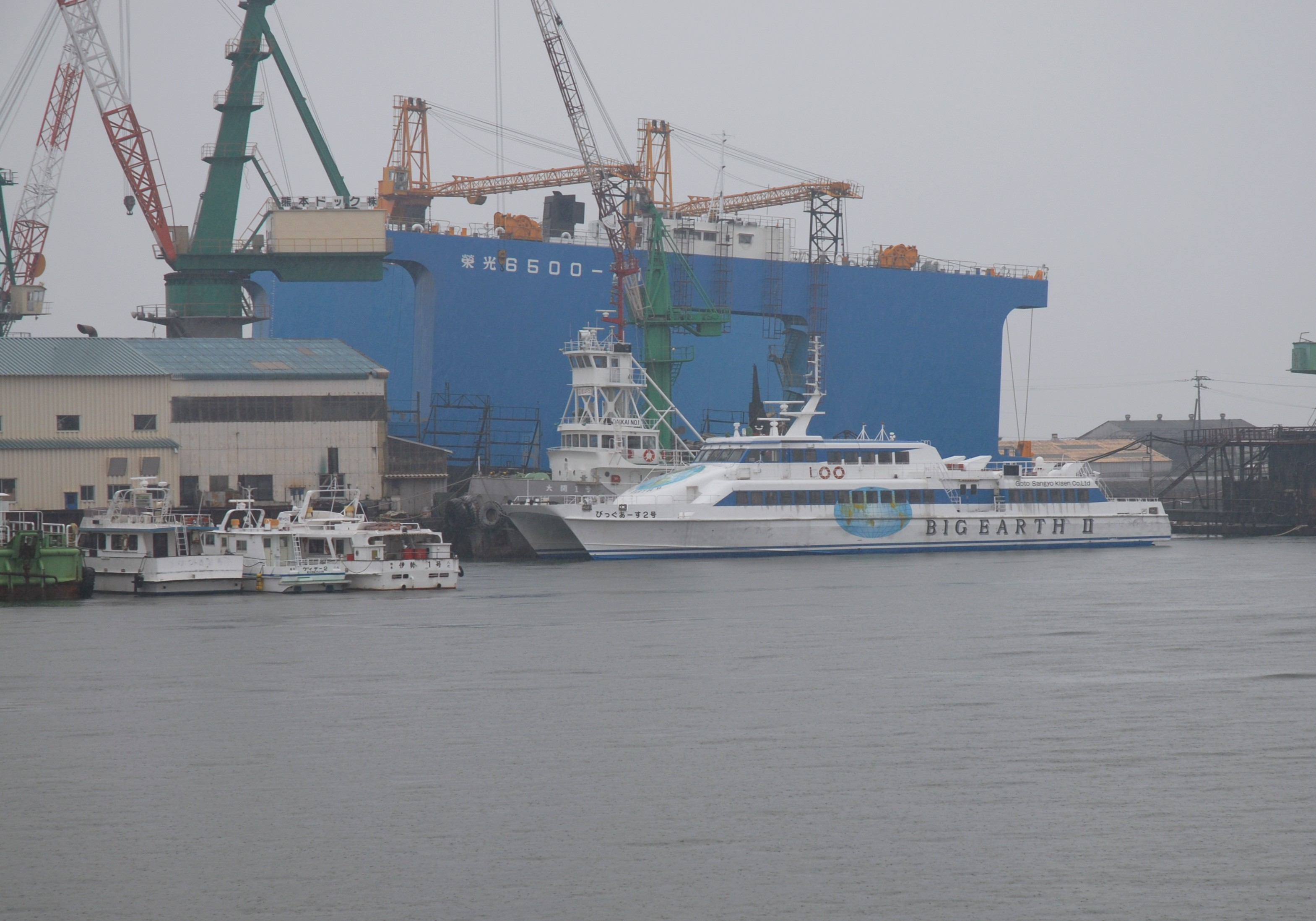
びっぐあーす2号
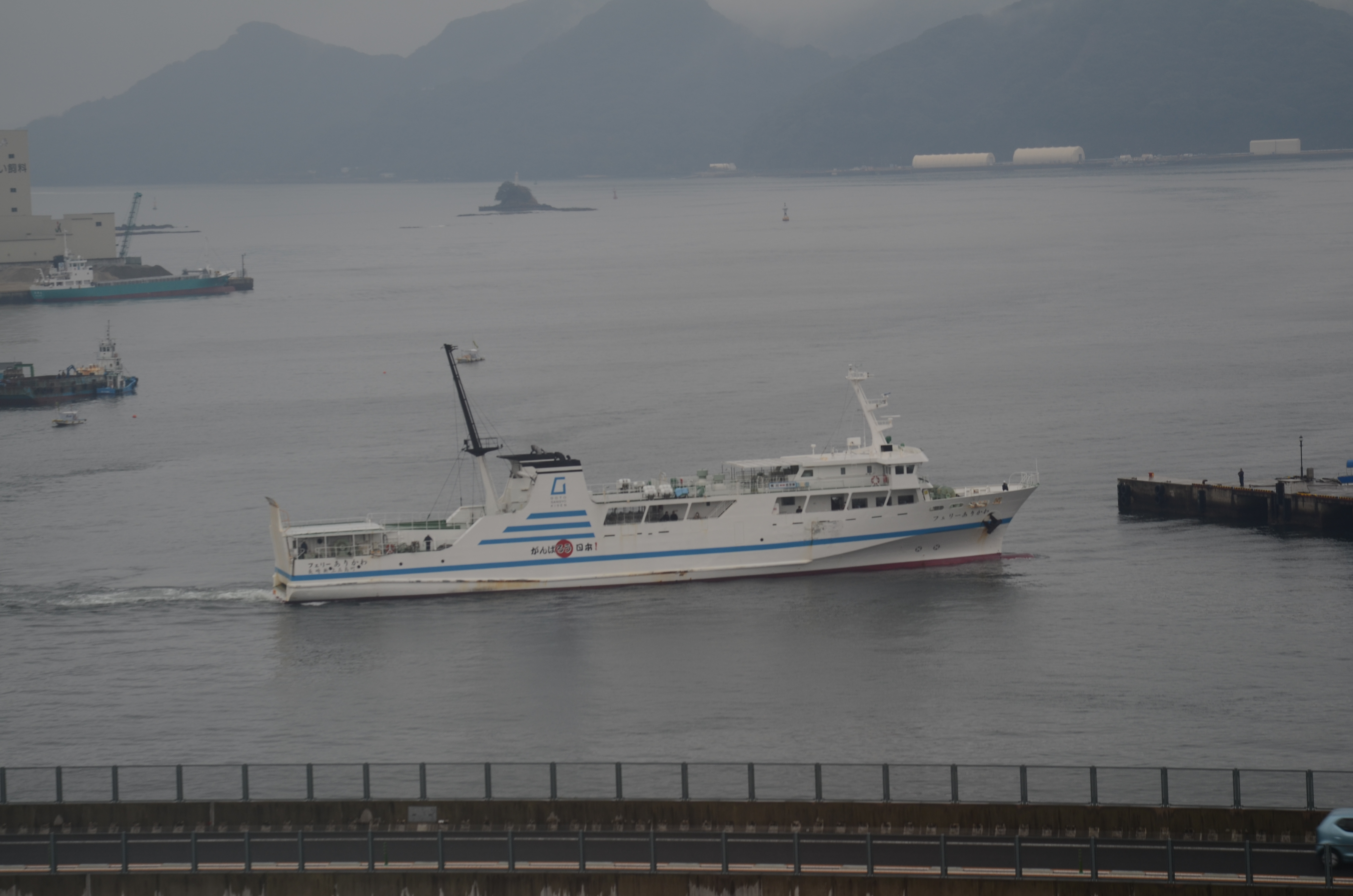
フェリーありかわ
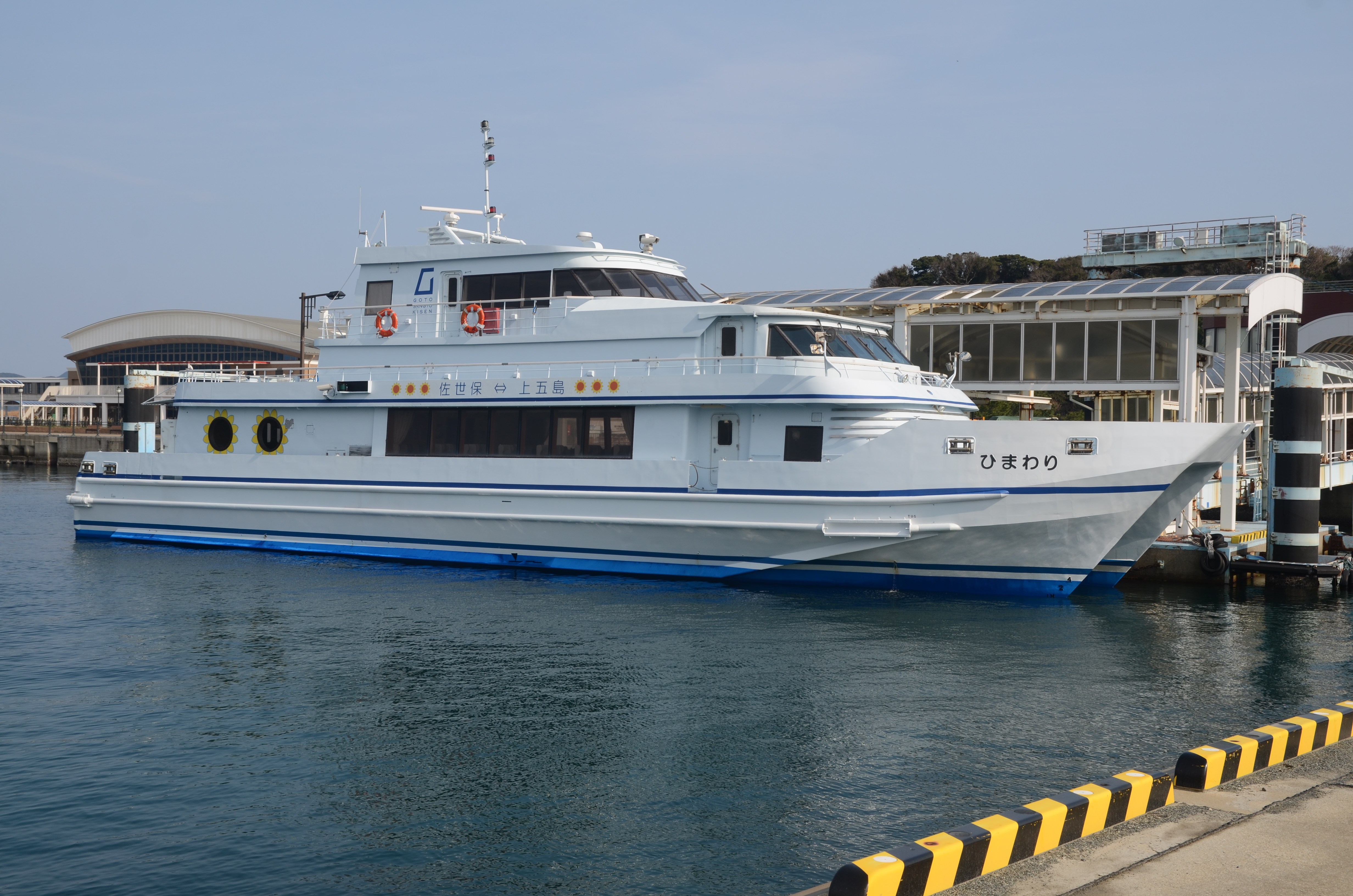
ひまわり

### 過去の船舶
• えれがんと1号
1997年12月竣工、熊本ドック建造
71総トン、登録長25.88 m、型幅5.80 m、型深さ2.20 m、ディーゼル2基、機関出力3,880 ps、航海速力34ノット、旅客定員150名。
 • えれがんと2号
熊本ドック建造、航海速力34ノット、131総トン、定員230名。
 • アルティア1号
1997年竣工、沖新船舶工業建造、元・安田産業汽船
2005年6月から10月にかけてセラヴィリゾート泉郷に用船され名古屋 - 神島 - 鳥羽航路に就航、2008年に潮プランニングへ売却
 • ありかわ1号

 • ありかわ2号

 • フレッシュありかわ
1995年7月進水、限定沿海、軽合金製
19総トン、全長20.20 m、型幅4.20 m、型深さ1.71 m、ディーゼル2基、機関出力935.56 kW（連続最大）、3翼固定ピッチプロペラ2軸、旅客12名、乗組員3名

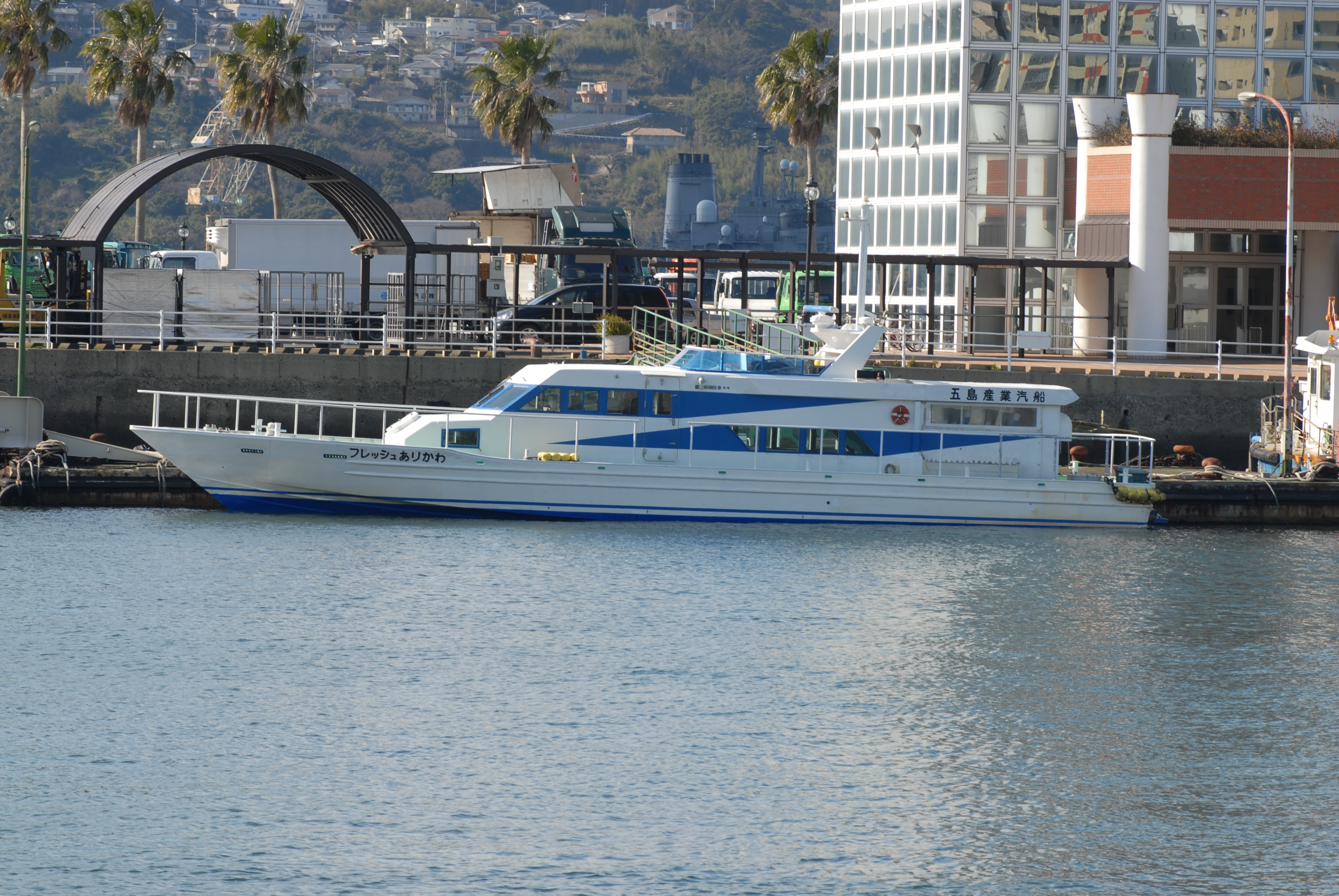
フレッシュありかわ

## 運航状況の推移

### 突然の運航休止
上述のように2018年10月2日より「会社都合」を理由として運休していた。五島産業汽船が長崎県に運休を伝えたのが前日の10月1日であり、突然の事態となった。なお、長崎新聞や日本経済新聞が報じるところによれば、運休となった10月2日以降、五島産業汽船とは連絡が付かない状態になったほか、従業員は一部を除き同日までに全員解雇されており、また8月中旬に1回目の不渡りを出し、その後も福岡銀行の支援の下運航を継続してきたが、2回目の不渡りを出した10月1日に銀行取引停止処分となっている模様だという。その後10月4日になって社長が記者会見を行い、五島産業汽船は10月中にも破産を申請する予定であることを明かし、11月13日に関連会社の有限会社ジィ・エス・ケイとともに長崎地方裁判所から破産手続開始決定を受けた。
なお、10月1日までに長崎 - 﨑津間と佐世保 - 有川間の各航路の廃止届、長崎 - 鯛ノ浦間と佐世保 - 福江間の各航路の休止届（2018年10月31日より2019年10月末まで）が九州運輸局に提出されている。佐世保 - 有川間で競合していた九州商船は、10月18日に上五島航路のダイヤ改正を九州運輸局に申請したことを明らかにし、2018年11月は暫定ダイヤで運航される。

### 運航再開
元従業員は2018年10月10日に、株式会社五島産業汽船が運航していた航路を引き継ぐため、新会社として「五島産業汽船株式会社」（以下新社）を設立。新社は10月15日に長崎県庁で記者会見を行い、高速船「ありかわ8号」と鯛ノ浦港にあるターミナルを購入し、長崎港 - 上五島（鯛ノ浦港）航路を譲受するための許可申請を九州運輸局へ提出したことを明らかにした。認可が下りた場合は、1日2往復での運航となる。
その後10月18日に九州運輸局は新社に対して長崎 - 鯛ノ浦航路の事業引継ぎを認可したことから、翌19日より同航路の運航が再開された。新社は10月16日に新上五島町に対して「びっぐあーす」の指定管理を受けられるよう要請し、新上五島町は10月29日に、新社と九州商船を指定管理者とした上で、新上五島町が保有する2隻を、1隻ずつ新社と九州商船へ無償貸与することを明らかにした。新社は、11月16日から「びっぐあーす」の無償貸与を受けた上で、長崎 - 鯛ノ浦航路を1日2便から3便へと増便した。
なお旧会社（株式会社五島産業汽船）は、2018年11月13日に長崎地方裁判所に破産を申請、同日破産開始決定を受けた。

### 指定管理条件の困難化
2023年（令和5年）11月まで九州商船（長崎市）が別航路で使用していた船舶が指定管理期間満了により新上五島町に返却され、2024年（令和6年）4月から五島産業汽船の長崎－鯛ノ浦間に投入されたが、以前より船舶の規模が大きい2往復体制になった。町民の利用は増えたものの島外からの利用が伸び悩み、燃料費の高騰も追い打ちとなり、同年6月に新上五島町は特別融資基金から1千万円を貸し付けたものの状況の改善はみられていない。
2024年9月、五島産業汽船は新上五島町に対し、現行の指定管理条件では2隻による1日2往復体制での定期運航の継続は難しいと申出を行っていることが報じられた。これを受けて新上五島町は指定管理条件を見直して指定管理者を再度募集（航路を維持）するか、町営船を廃止するかなど議会と協議する方針である。

## 株式会社五島産業汽船の関連会社
• ジイ・エス・ケイ
旅行業などを営んでいた。2018年10月2日に事業停止。同年11月13日に長崎地方裁判所から破産手続開始決定。
 • USAポートサービス
有川港 - 小値賀笛吹港（小値賀町） - 宇久平港（佐世保市宇久町）航路に高速船「ぽーと3」を1日2往復運航していた。なお、この航路も五島産業汽船と同時に2018年10月2日より運休した。

## 事故・インシデント
2010年6月9日13時37分ごろ、佐世保港から有川港へ向かっていた「フレッシュありかわ」が西海市金頭瀬北方沖を西進中、江島北西方の魚瀬に乗り揚げた。乗客1名および船長が負傷、「フレッシュありかわ」は船底部に破口を伴う凹損、プロペラ軸およびプロペラ翼に曲損などを生じた。 「フレッシュありかわ」は自力で離礁したが、沈没の恐れがあったため、現場に留まり、来援した巡視艇および僚船、瀬渡し船、および手配したタグボートの支援を受け、19時30分ごろ鯛ノ浦漁港に入港した。事故原因は船長の居眠りであった。